# 阿纳斯塔西娅·比岑科
阿纳斯塔西娅·阿列克谢耶芙娜·比岑科（俄语：Анастасия Алексеевна Биценко，1875年11月10日—1938年6月16日）或比岑科夫人，俄罗斯革命家，最先为民粹派，后加入布尔什维克。她曾作为社会革命党成员于1905年刺杀了战争大臣维克多·萨哈洛夫，因此入狱11年。俄国二月革命时获释后加入左翼社会革命党。1917年底得以代表左翼社会革命党参与苏俄与德国的媾和谈判，双方后签订《布列斯特-立陶夫斯克条约》。1938年大清洗期间被处决，1961年平反。